# Tom Richards
Thomas John Henry Richards, detto Tom (15 marzo 1910 – 19 gennaio 1985), è stato un maratoneta britannico.

## Palmarès
- Giochi olimpici

Londra 1948: argento nella maratona

## Altre competizioni internazionali
1939
- 4º alla Polytechnic Marathon ( Chiswick) - 2h50'26"
- Bronzo alla Maratona di Glasgow ( Glasgow) - 2h52'48"

1943
- Argento alla Polytechnic Marathon ( Chiswick) - 2h55'13"
- Oro alla Maratona di Dundee ( Dundee) - 2h44'13"
- Oro alla Maratona di Wolverhampton ( Wolverhampton) - 2h51'11"

1944
- Oro alla Polytechnic Marathon ( Chiswick) - 2h56'34"

1945
- Oro alla Polytechnic Marathon ( Chiswick) - 2h48'45"
- Argento alla Maratona di Rugby ( Rugby) - 2h52'37"

1947
- Argento alla Polytechnic Marathon ( Chiswick) - 2h37'29"
- Oro alla Maratona di Rugby ( Rugby) - 2h43'03"

1950
- Oro alla Maratona di Margam ( Margam) - 2h42'53"

1951
- Bronzo alla Maratona di Enschede ( Enschede) - 2h39'46"

1952
- Oro alla Maratona di Port Talbot ( Port Talbot) - 2h30'40"

1953
- Argento alla Londra-Brighton ( Brighton), 84,203 km - 5h39'58"
- 4º alla Maratona di Cardiff ( Cardiff) - 2h35'02"

1954
- Argento alla Londra-Brighton ( Brighton), 84,203 km - 5h47'11"
- 6º alla Polytechnic Marathon ( Chiswick) - 2h29'59"

1955
- Oro alla Londra-Brighton ( Brighton), 84,203 km - 5h27'24"
- Oro alla Maratona di Cardiff ( Cardiff) - 2h35'42"

1956
- Argento alla Londra-Brighton ( Brighton), 84,203 km - 5h42'22"
- Oro alla Maratona di Cardiff ( Cardiff) - 2h44'06"